# Pfarrhof Mariahilf

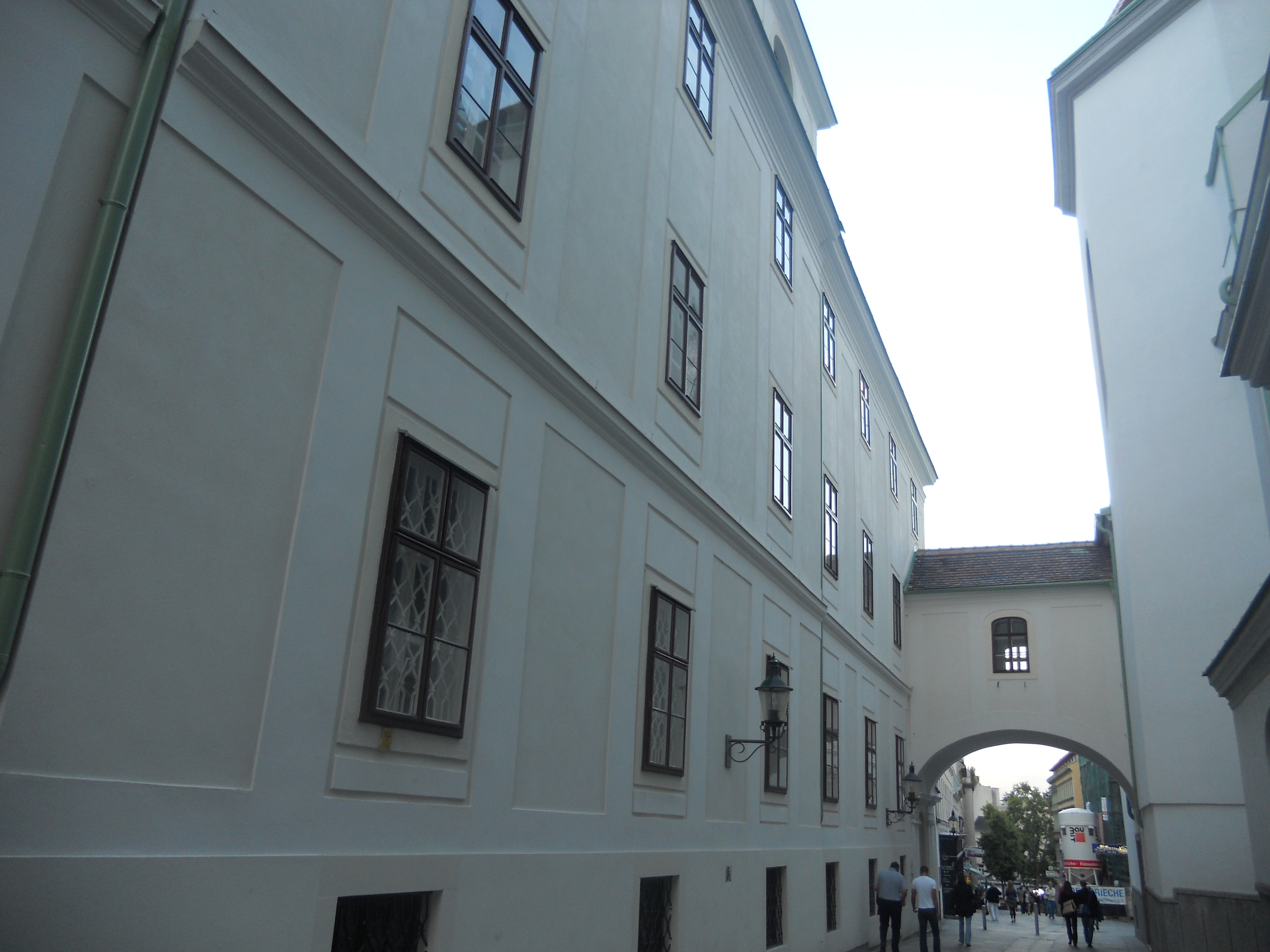
Der Pfarrhof, baulich mit einem Schwibbogengang mit der Mariahilfer Kirche verbunden

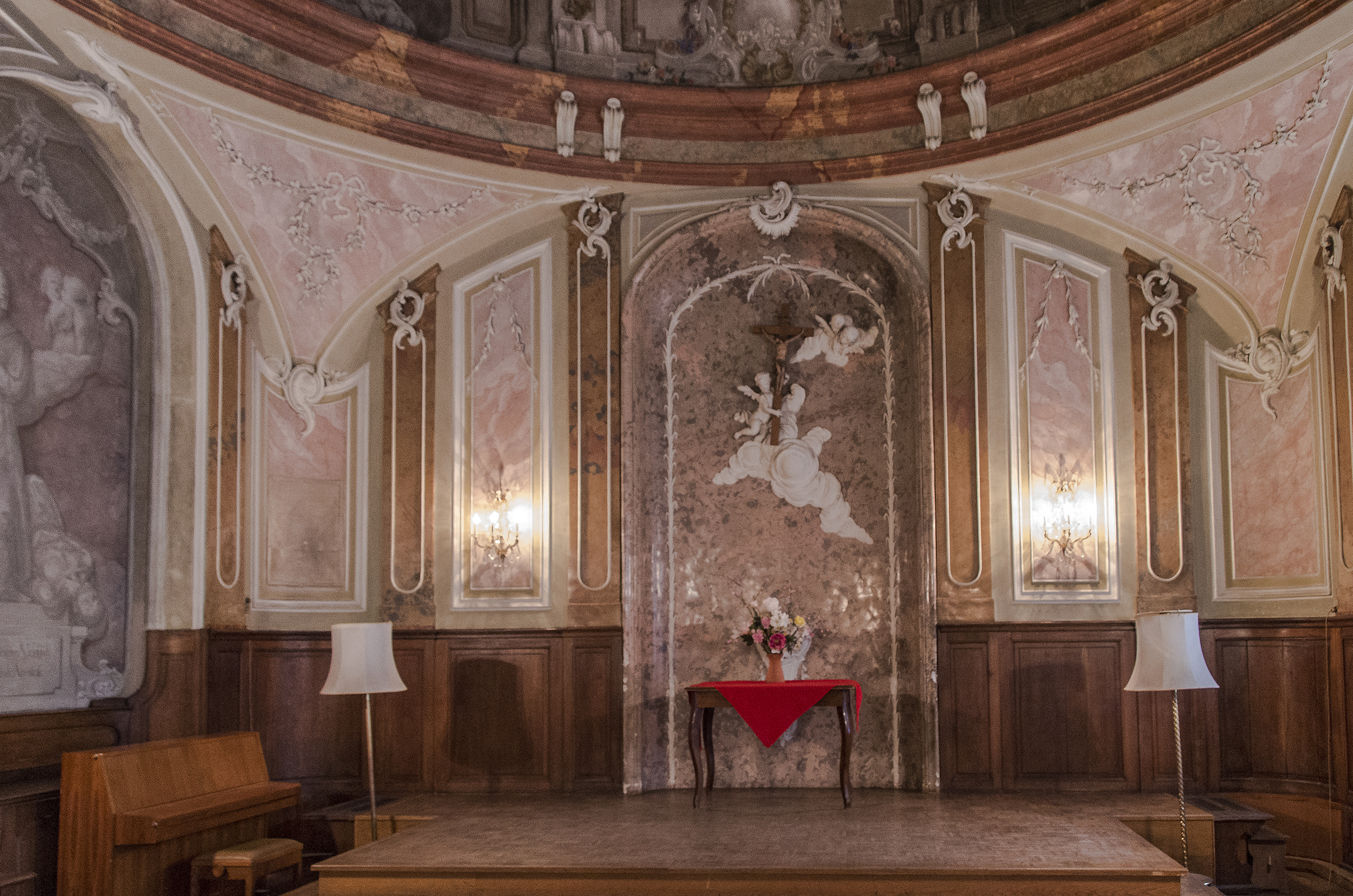
Salvatorsaal

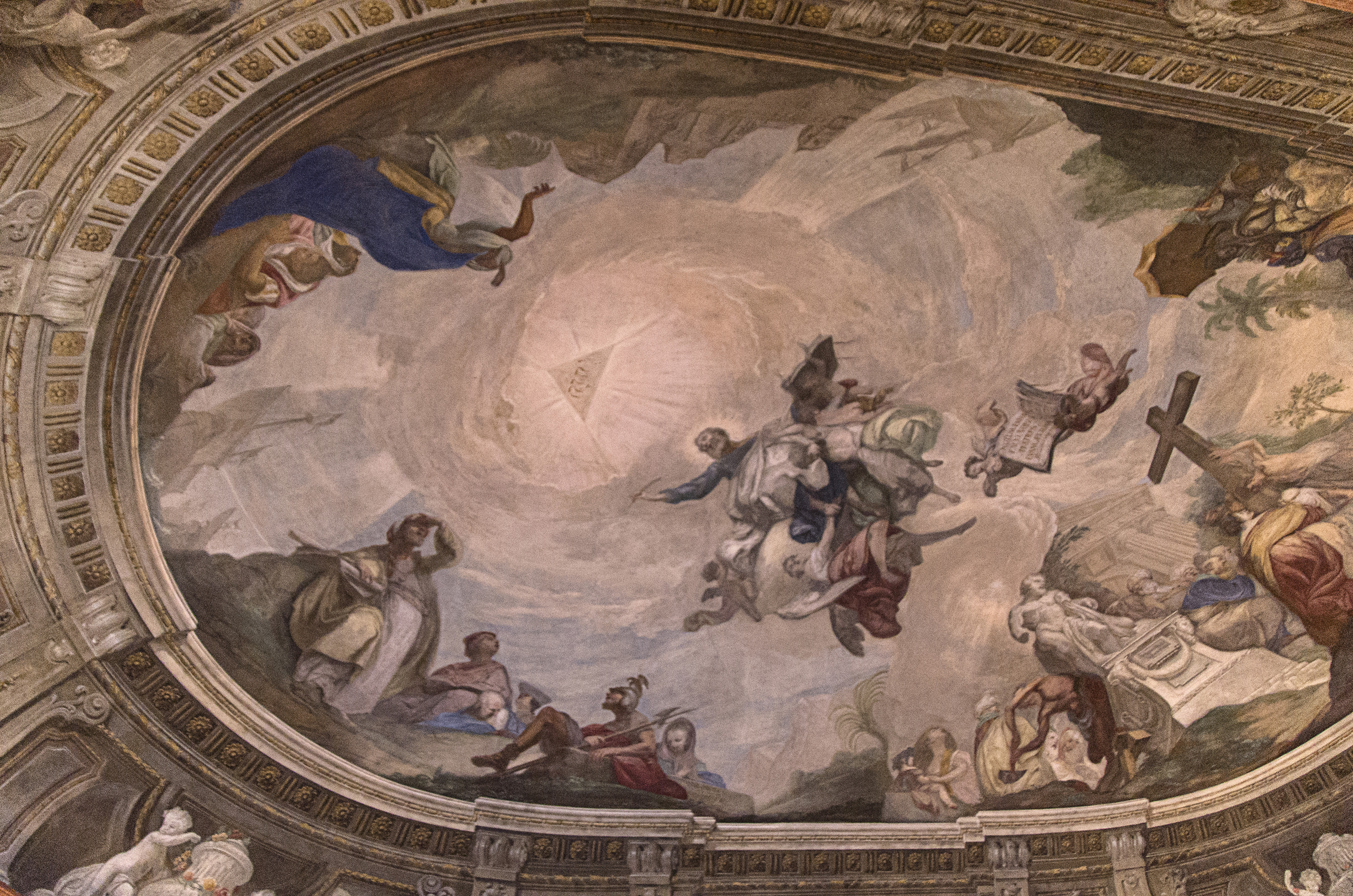
Gewölbemalerei im Salvatorsaal

Der Pfarrhof Mariahilf befindet sich neben der Mariahilfer Kirche auf Barnabitengasse 14 im 6. Wiener Gemeindebezirk Mariahilf. Der Pfarrhof steht unter Denkmalschutz (Listeneintrag).

## Geschichte
Der Pfarrhof wurde von 1768 bis 1777 nach den Plänen vom Baumeister Paul Uldarich Trientl erbaut.
Der Pfarrhof wurde anfangs als Barnabitenkloster und ab 1923 als Salvatorianerkolleg genutzt. Heute nutzt die Kongregation vom Heiligen Erzengel Michael den Pfarrhof.

## Architektur
Der dreigeschoßige Bau zeigt eine Straßenfront mit additiver Gliederung mit einem überhöhten durch Gesimsverkröpfung angedeuteten Mittelrisalit. Unter dem Schwibbogen befindet sich das korbbogige Portal mit ionischer Doppelpilastergliederung und Gebälk. Im Hof zeigt sich gleichfalls ein überhöhter Mittelrisalit mit Rahmen- und Plattengliederung.
Das Gebäudeinnere hat fassadenseitige Gänge mit Platzlgewölben über Gurtbögen. Im Treppenhaus befindet sich eine Steinfigur hl. Paulus von Johann Georg Dorfmeister um 1772 und ein Gemälde Tod des hl. Josef aus dem 18. Jahrhundert.
Im Erdgeschoß befindet sich das ehemalige Sommerrefektorium (Salvatorsaal) als dreiachsiger Rechtecksaal mit Korbbögenfenstern bzw. Nischen mit einem ovalen Muldengewölbe auf Gebälk und Pilastern, in den Nischen befinden sich Grisallemalereien der Ordensgründer der Barnabiten Bartholomäus Ferrari, Antonius Zaccaria, Jacobus Antonius Morigia, 1965 restauriert, das Deckengemälde zeigt die Verklärung des hl. Paulus vom Maler Vinzenz Fischer 1770, die Kehle zeigt dekorative Architekturmalerei mit Putten, die Wandgliederung zeigt Rahmenfelder mit Rocaille- und Girlandendekor auf Stuck.
Im Obergeschoß befindet sich eine Bibliothek als dreiachsiger Rechtecksaal mit Platzlgewölben über Gurten und Ochsenaugen über Korbbogenfenstern bzw. Nischen und Grisailledekor aus dem dritten Viertel des 18. Jahrhunderts, eine vergoldete Madonnenfigur aus der zweiten Hälfte des 17. Jahrhunderts sowie Bücher aus dem Anfang des 16. Jahrhunderts bis ins 19. Jahrhundert.
Im Kellergeschoß befindet sich eine ehemalige Kaverne als fensterloser, mit Glasfliesen ausgelegter Raum aus dem 19. Jahrhundert.